# Tchachniki
Tchachniki (en biélorusse : Чашнікі ; łacinka : Čašniki ; en russe : Чашники ; en polonais : Czaśniki) est une ville de la voblast de Vitebsk, en Biélorussie, arrosée par l'Oulla. Chef-lieu du raïon de Tchachniki, sa population s'élevait à 8 752 habitants en 2017

## Géographie
Tchachniki est située à 148 km au nord-est de Minsk et à 75 km à l'ouest de Vitebsk

## Histoire

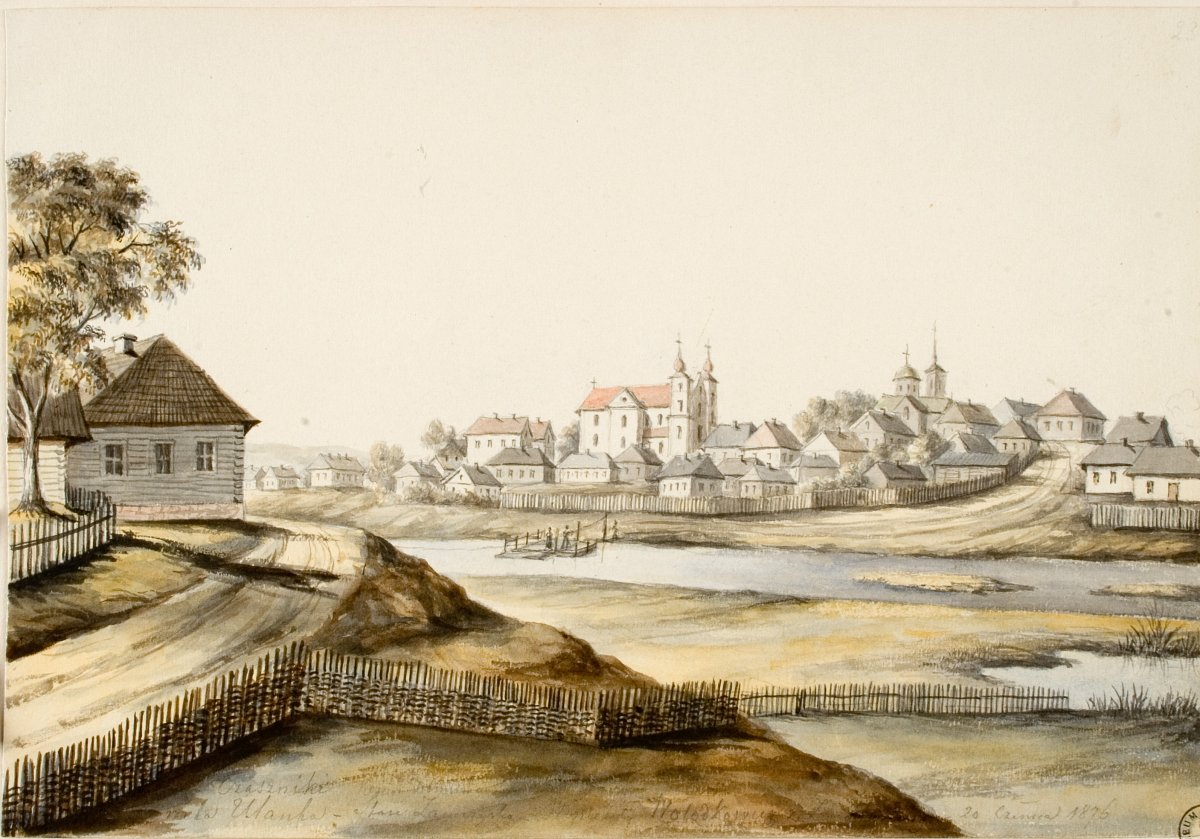
Tchachniki sur un dessin de Napoleon Orda, 1876

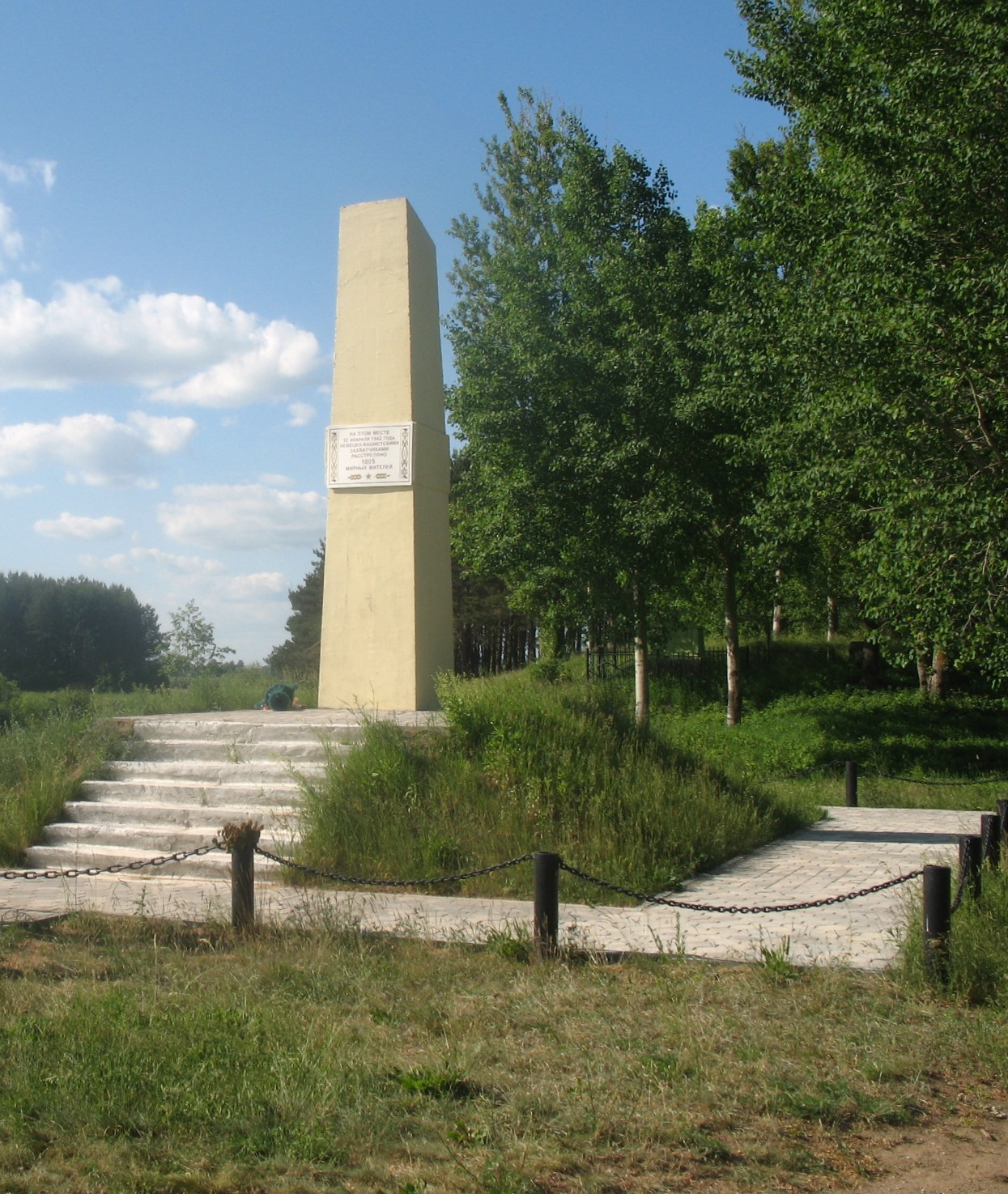
Stèle commémorative

La première mention de Tchachniki remonte à l'année 1504, quand le village fait partie du grand-duché de Lituanie. Son histoire est marquée par plusieurs célèbres batailles.
La première, nommée la bataille de l'Oulla (en), a lieu le 26 janvier 1564 entre le grand-duché de Lituanie et la Russie dans le cadre de la guerre de Livonie. Les Lituaniens, menés par le grand hetman Nicolas Radziwiłł Le Rouge, vainquent l'armée de 25 000 hommes du prince Chouïski, qui trouvera d'ailleurs la mort lors de cette bataille.
Battues, les forces russes se retirèrent derrière la frontière russo-lituanienne.
La deuxième a lieu trois ans plus tard, en 1567, toujours dans le cadre de la guerre de Livonie. De nouveau, les armées lituaniennes défont les Moscovites.
C'est également dans le cadre de cette guerre qu'Ivan le Terrible ordonne de construire un château de bois sur la rive droite de l'Oulla dont il vient de s'emparer. Ce château de Tchachniki sera détruit par un incendie en 1708, lors du passage des troupes de Paul Ier dans le cadre de la grande guerre du Nord.
En 1580, le roi Étienne Báthory rassemble ses armées à Tchachniki en vue d'attaquer Velikié Louki.
Après le deuxième partage de la Pologne, Tchachniki fait partie de l'Empire russe.
La troisième bataille marquante se déroule pendant la campagne de Russie. C'est la bataille de Czaśniki, qui oppose le 31 octobre 1812 les troupes françaises du maréchal Perrin à l'armée russe sous le commandement du prince Wittgenstein, qui en sort victorieuse.
En 1868, après l'Insurrection polonaise de 1861-1864, l'église catholique dominicaine est transformée en église orthodoxe.
Le 25 mars 1918, Tchachniki fait partie de la république populaire de Biélorussie, puis de la république socialiste soviétique de Biélorussie le 1er janvier 1919. Cependant, le 16 janvier, Moscou rattache la ville ainsi que d'autres localités ethniquement biélorusses à la RSFSR. Elle retournera à la RSS de Biélorussie en 1924.
Lors de la Seconde Guerre mondiale, Tchachniki est occupé par l'armée allemande de juillet 1941 à juin 1944. Sur les 3 500 habitants de la ville, on compte à l'époque entre 2 000 et 3 000 Juifs. Le ghetto de Tchachniki organisé par les Allemands est de type « ouvert », les Juifs vivant tous dans les mêmes quartiers du centre-ville. Ils continuent à vivre dans leurs propres maisons, mais ne peuvent quitter la localité. Plusieurs « actions » sont exécutées le 14 février 1942, lors desquelles tous les Juifs sont massacrés. À la libération de Tchachniki par les troupes soviétiques, seuls deux Juifs ont survécu. Une stèle commémorative datant de 1981 célèbre la mémoire des 1 805 victimes.
Tchachniki accéda au statut de ville en 1966.

## Population
Recensements (*) ou estimations de la population :
| 1897* | 1906  | 1923* | 1926* | 1939* | 1959* | 1970* | 1979* |
| ----- | ----- | ----- | ----- | ----- | ----- | ----- | ----- |
| 4 590 | 5 530 | 2 430 | 2 865 | 3 500 | 3 016 | 6 595 | 7 564 |

| 1989*  | 1999*  | 2009* | 2013  | 2014  | 2015  | 2016  | 2017  |
| ------ | ------ | ----- | ----- | ----- | ----- | ----- | ----- |
| 10 071 | 10 100 | 9 203 | 9 009 | 8 958 | 8 907 | 8 839 | 8 752 |

## Patrimoine
- Église de la Transfiguration[9] (construite entre 1843 et 1845)
- Cimetière juif[10]
- Musée d'histoire[11], fondé en 1987 et ouvert en 1991, abritant six salles d'expostition

Église de la Transfiguration
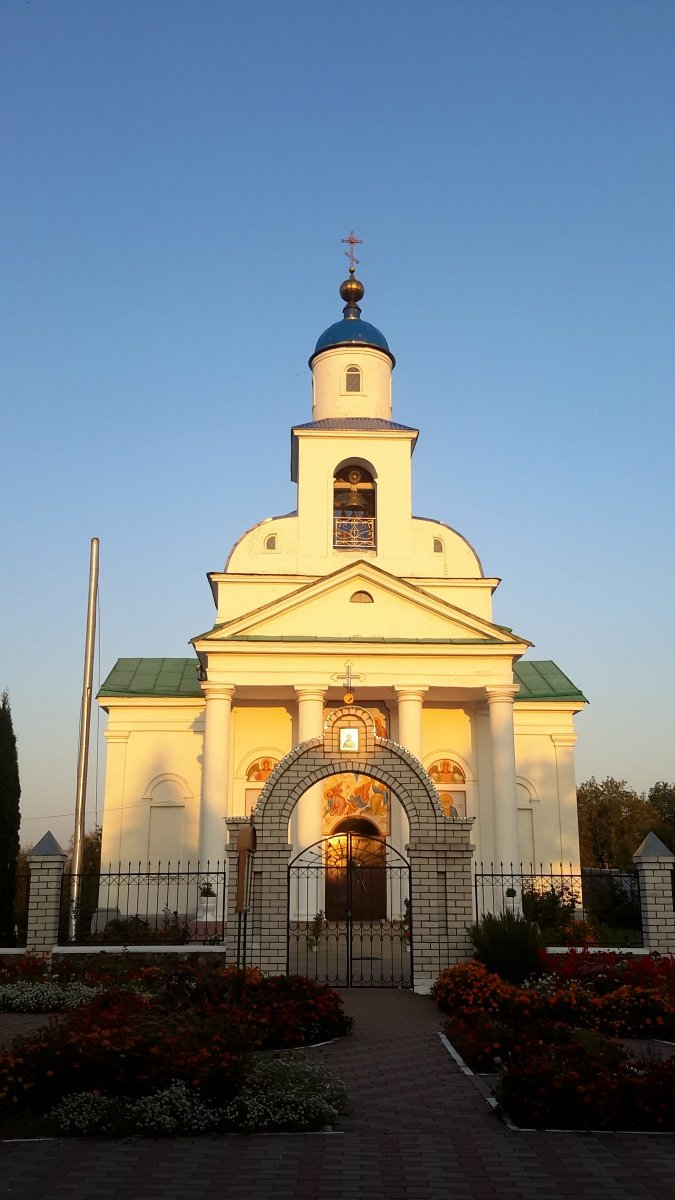
Église de la Transfiguration
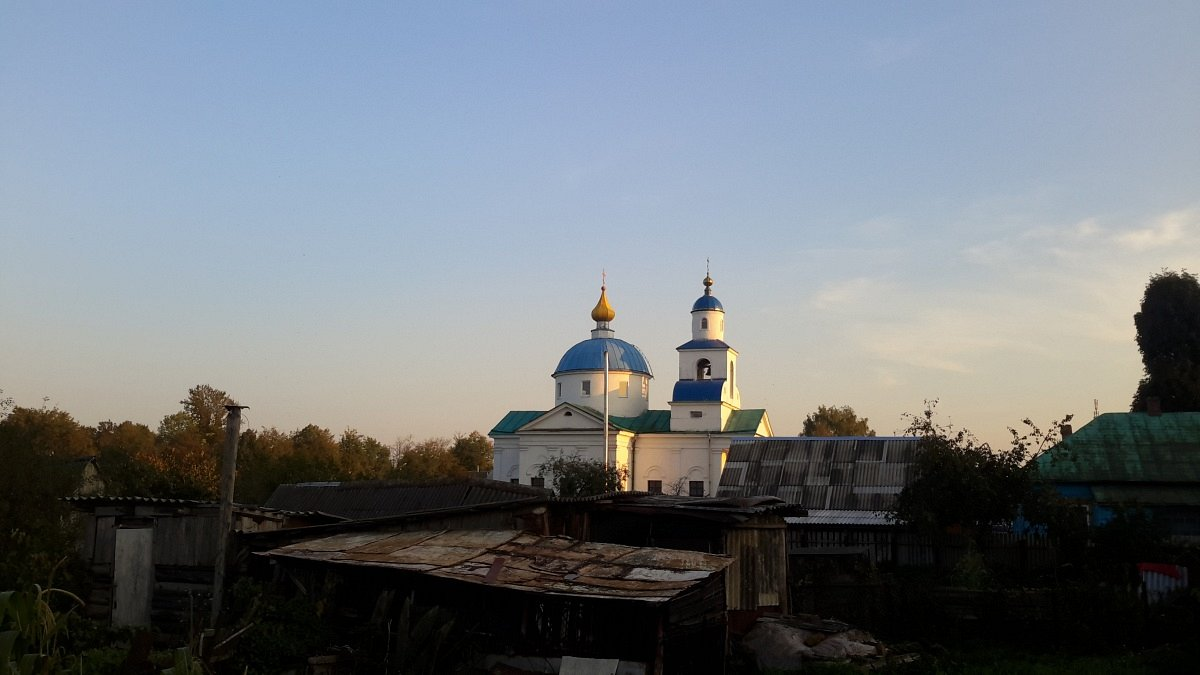
Église de la Transfiguration
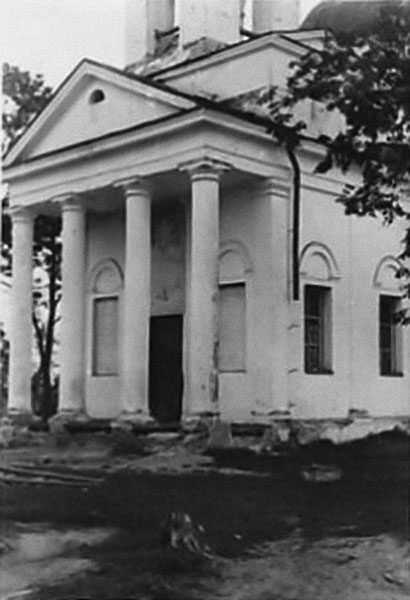
Église de la Transfiguration, 1941

## Personnalités liées à la ville
- Shalom Anski (1863-1920), écrivain, journaliste et ethnographe, spécialiste du folklore juif et de la culture yiddish.
- Ouladzimir Dzianissaw (1984-), joueur de hockey sur glace biélorusse.

## Jumelage
La ville est jumelée à :
- Viļaka (Lettonie)

## Galeries d'images

Images d'archives
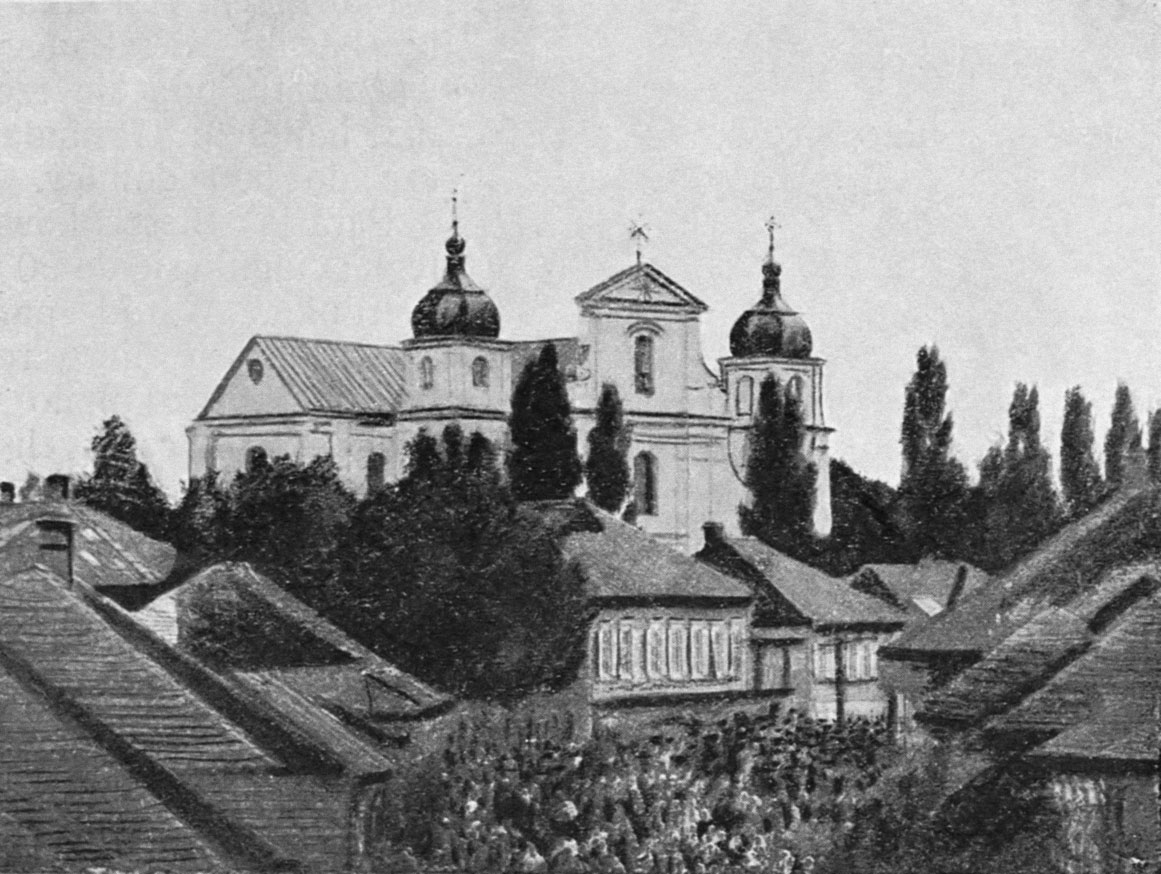
Église catholique Saint-Luc et monastère des dominicains, 1913
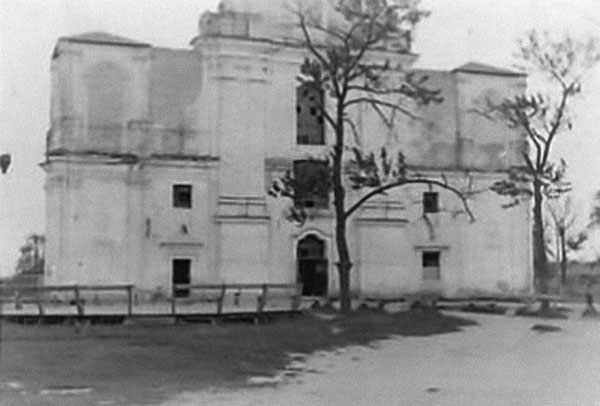
Église Saint-Luc après la destruction des tours, 1941
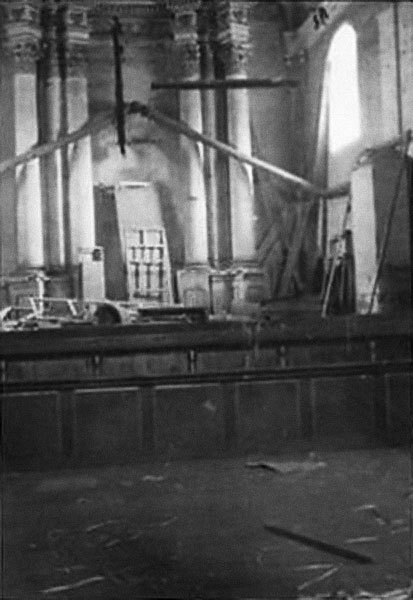
Église catholique Saint-Luc, 1941
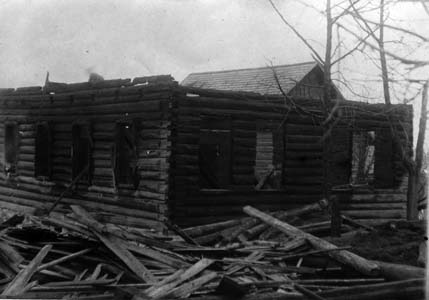
Synagogue incendiée, 1923

Tchachniki aujourd'hui
Magasin
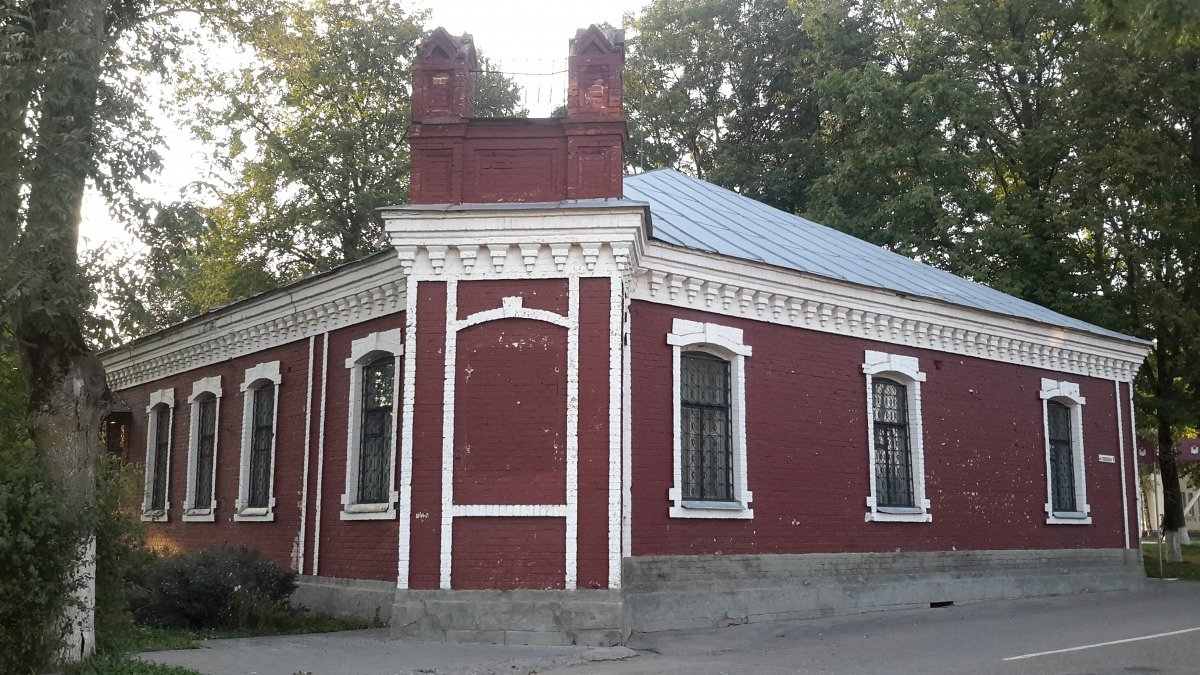
Maison du marchand Gourevitch
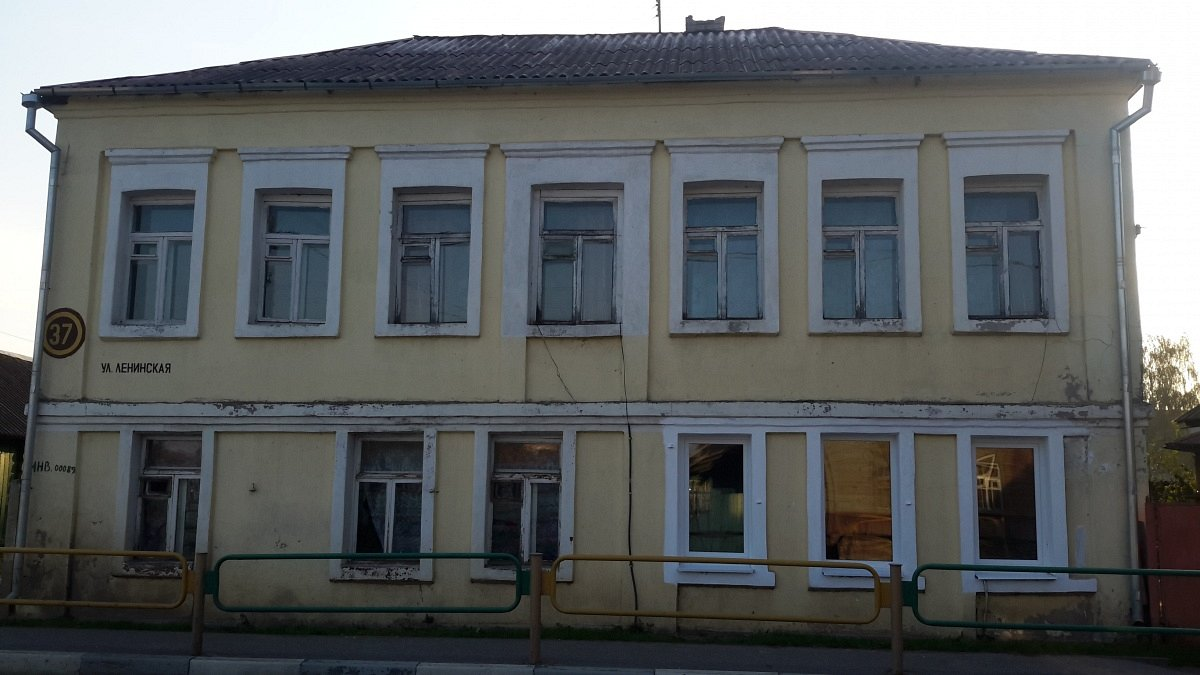
Vieux bâtiment de pierre
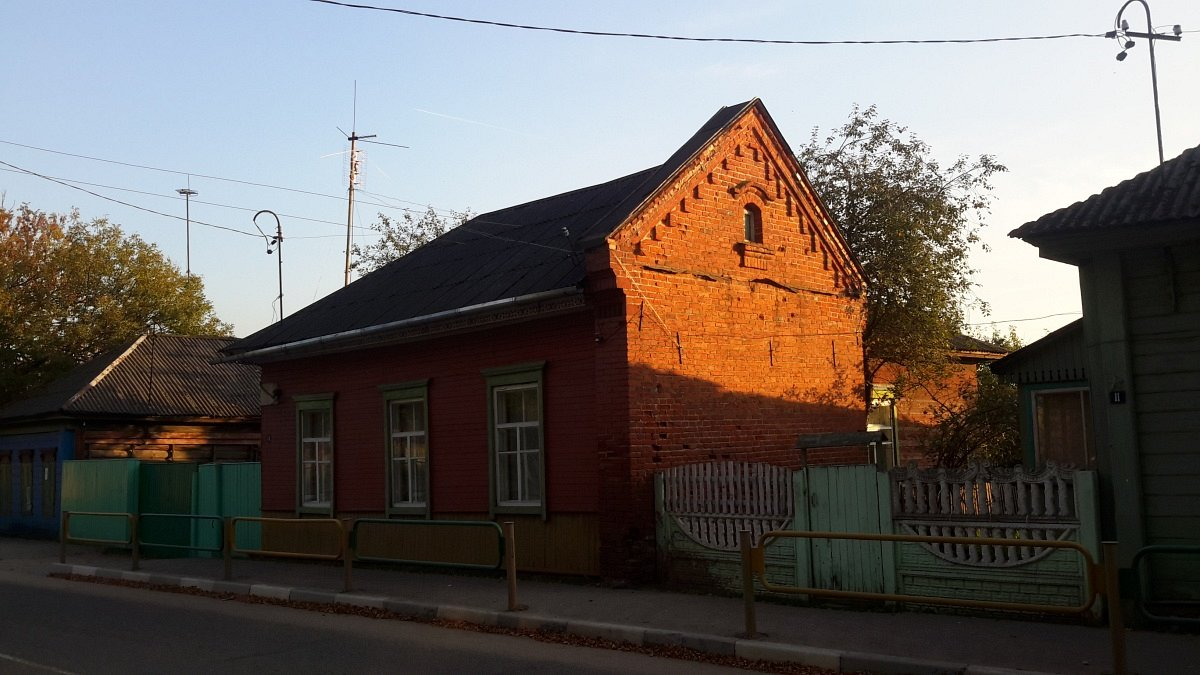
Bâtiment historique
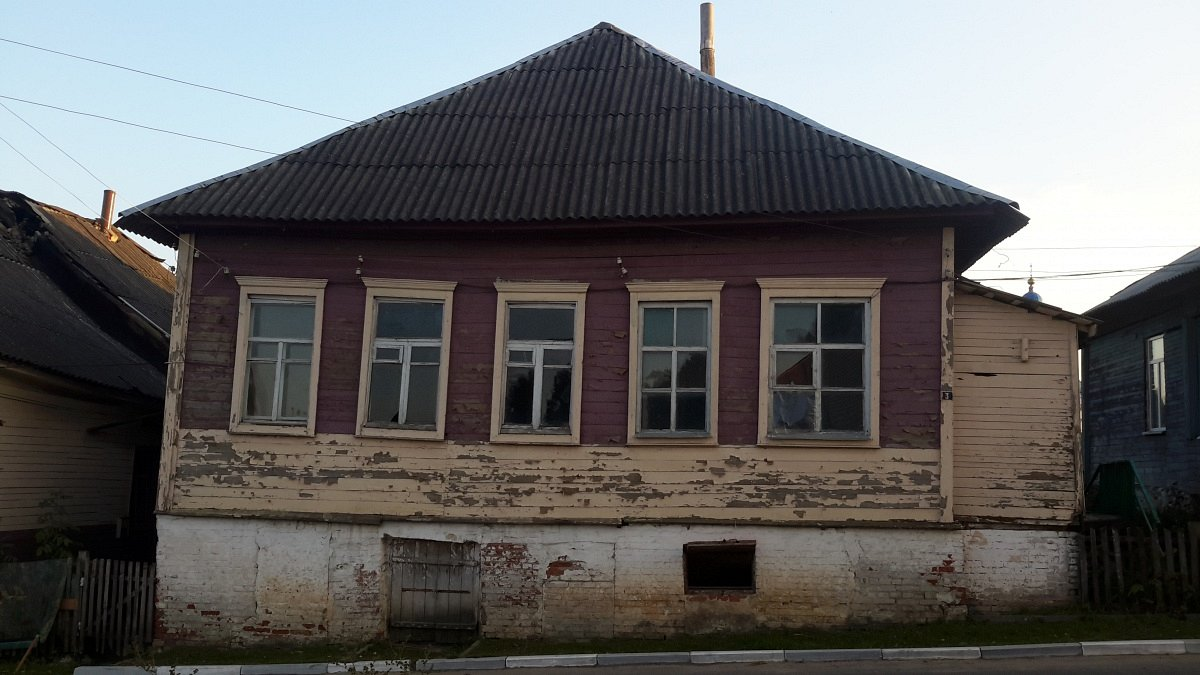
Bâtiment en bois sur fondations en pierre
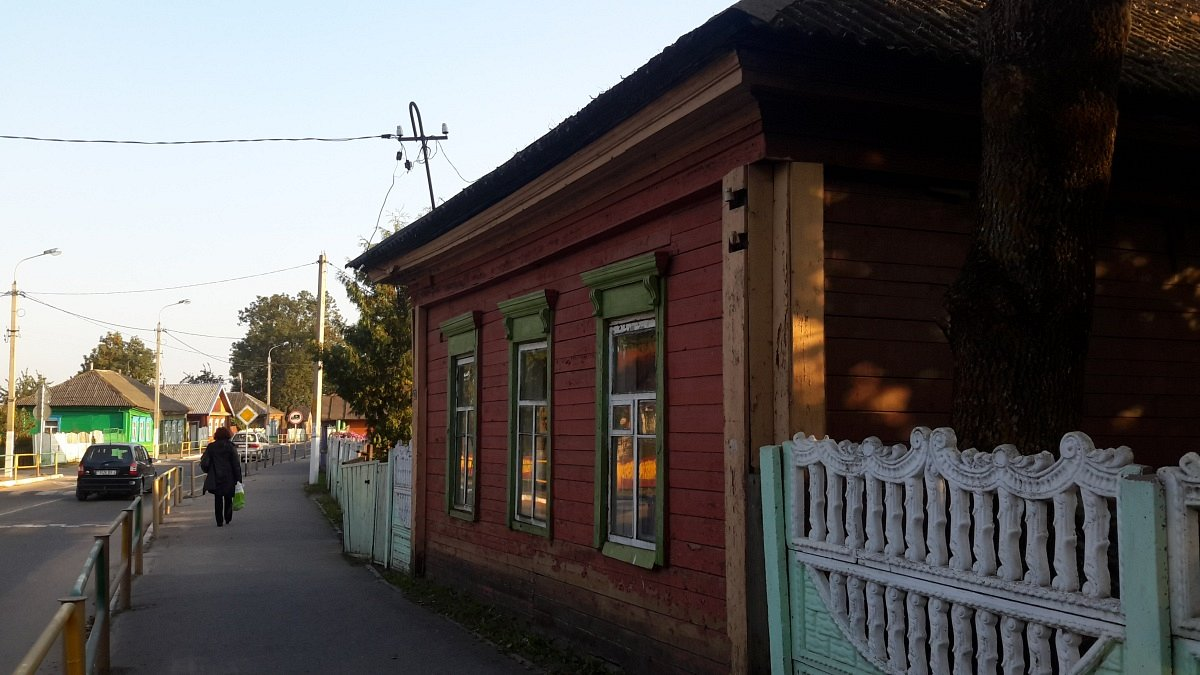
Vieux bâtiment en bois